# Nguyễn Hoàng Phi Vũ
Nguyễn Hoàng Phi Vũ, född 27 juni 1999, är en vietnamesisk bågskytt. Han deltog vid olympiska sommarspelen 2020.